# Муравьёв, Иван Александрович
Ива́н Алекса́ндрович Муравьёв (род. 22 апреля 1982, Горький) — российский государственный деятель. С 2012 по 2013 год — Глава Федеральной службы по надзору в сфере образования и науки (Рособрнадзора). С 2010 по 2012 год — заместитель главы Федеральной службы по надзору в сфере образования и науки (Рособрнадзора). С 2009 по 2010 год — начальник Управления делами Федеральной службы по надзору в сфере образования и науки (Рособрнадзора). Действительный государственный советник Российской Федерации 3 класса.

## Биография
Окончил Нижегородский государственный университет им. Н. И. Лобачевского, затем Московскую международную высшую школу бизнеса «МИРБИС». Кандидат юридических наук.
В 2003—2006 годах работал в коммерческих организациях.
В 2006—2007 годах — советник отдела взаимодействия с палатами Федерального Собрания Департамента по международному сотрудничеству и связям с общественностью Министерства здравоохранения и социального развития РФ, с 2007 по 2008 годы занимал должность заместителя директора данного Департамента.
С 2008 по 2009 годы занимал пост начальника Управления делами Федеральной службы по надзору в сфере образования и науки (Рособрнадзора).
В 2009—2010 годах — начальник Управления делами и координации проектной деятельности Рособрнадзора.
В 2010 году Иван Муравьев был назначен заместителем руководителя Рособрнадзора.
3 ноября 2012 года назначен руководителем Рособрнадзора.
15 июля 2013 года Муравьёв подал прошение об отставке с поста главы Рособрнадзора в связи со скандалами при проведении ЕГЭ в 2013 году. 31 июля 2013 года Председателем Правительства Российской Федерации Дмитрием Медведевым освобождён от должности главы Рособрнадзора.
14 ноября 2013 года сообщество «Диссернет» опубликовало результаты проверки кандидатской работы Муравьева, показывающие наличие масштабных заимствований текста из других источников.